# Schöllenbacher Altar
Der Schöllenbacher Altar ist ein spätgotischer geschnitzter Flügelaltar, der heute zur Kunstsammlung im Schloss Erbach in Erbach im Odenwald gehört.

## Beschreibung
Im Schrein des Altars befindet sich ein vollrund geschnitzter Stammbaum Christi, eine sogenannte Wurzel Jesse. Die Reliefs auf den Innenseiten der Flügel zeigen Szenen aus dem Marienleben.
Auf der Außenseite der Flügel war ursprünglich eine großfigurige Mariä Verkündigung zu sehen, die aber großteils verloren ist. Auf der Rückseite der Predella wird das ebenfalls nur fragmentarisch erhaltene Schweißtuch der Veronika gezeigt. Hier ist auch die Jahreszahl 1515 angebracht.

## Entstehungs- und Verbringungsgeschichte
Der Altar wurde 1515 für die Wallfahrtskirche in Schöllenbach durch Graf Eberhard XIII. von Erbach und seine Frau Maria von Wertheim gestiftet. Durch den Rückgang der Wallfahrt nach der Einführung der Reformation in der Grafschaft Erbach 1560 verfiel die Kirche, worunter auch der Altar litt. Deshalb ließ der Graf von Erbach den Altar bereits Anfang des 17. Jahrhunderts in die Friedhofskirche in Erbach bringen. 1872 kaufte Graf Eberhard den Altar für 500 Gulden von der Gemeinde für seine Kunstsammlung. Für die Aufstellung des Altars wurde ein kleiner Raum im Schloss zu einer Hubertuskapelle umgestaltet. Der Raum ist aber so klein, dass der Altar dort nur an der Längswand, ohne Mensa, direkt auf den Boden gestellt werden konnte. Für diese Neuaufstellung wurden farbliche Fehlstellen übermalt. Auch im 20. Jahrhundert wurde nochmals Farbe aufgetragen.
Der Altar befand sich von 2006 bis 2010 in der Restaurierungswerkstatt des Landesamtes für Denkmalpflege Hessen. Dort wurden die Ergänzungen aus dem 20. Jahrhundert entfernt. Da die originale Farbsubstanz aus dem 16. Jahrhundert in zu geringem Umfang vorhanden war, um eine Rekonstruktion vollständig darauf zu gründen, wurde im Übrigen die Farbgebung des 19. Jahrhunderts zu Grunde gelegt. Nach Abschluss der Restaurierung ist der Altar seit August 2010 wieder in der Hubertuskapelle im Schloss Erbach zu sehen.